# 東宮原駅
東宮原駅（ひがしみやはらえき）は、埼玉県さいたま市北区宮原町二丁目にある、埼玉新都市交通伊奈線（ニューシャトル）の駅である。駅番号はNS04。

## 歴史
- 1983年（昭和58年）12月22日 - 開業[1][2]。
- 2001年（平成13年）5月1日 - 浦和市・大宮市・与野市が合併し、所在地がさいたま市となる。
- 2003年（平成15年）4月1日 - さいたま市が政令指定都市に移行し、所在地がさいたま市北区となる。
- 2007年（平成19年）3月18日 - ICカードSuica供用開始[1]。

## 駅構造
相対式ホーム2面2線を有する高架駅。東北・上越新幹線の高架軌道を挟んで位置する。改札は内宿寄りにある。
のりば
| 番線 | 路線                     | 行先     |
| ---- | ------------------------ | -------- |
| 1    | 伊奈線（ニューシャトル） | 内宿方面 |
| 2    | 伊奈線（ニューシャトル） | 大宮方面 |

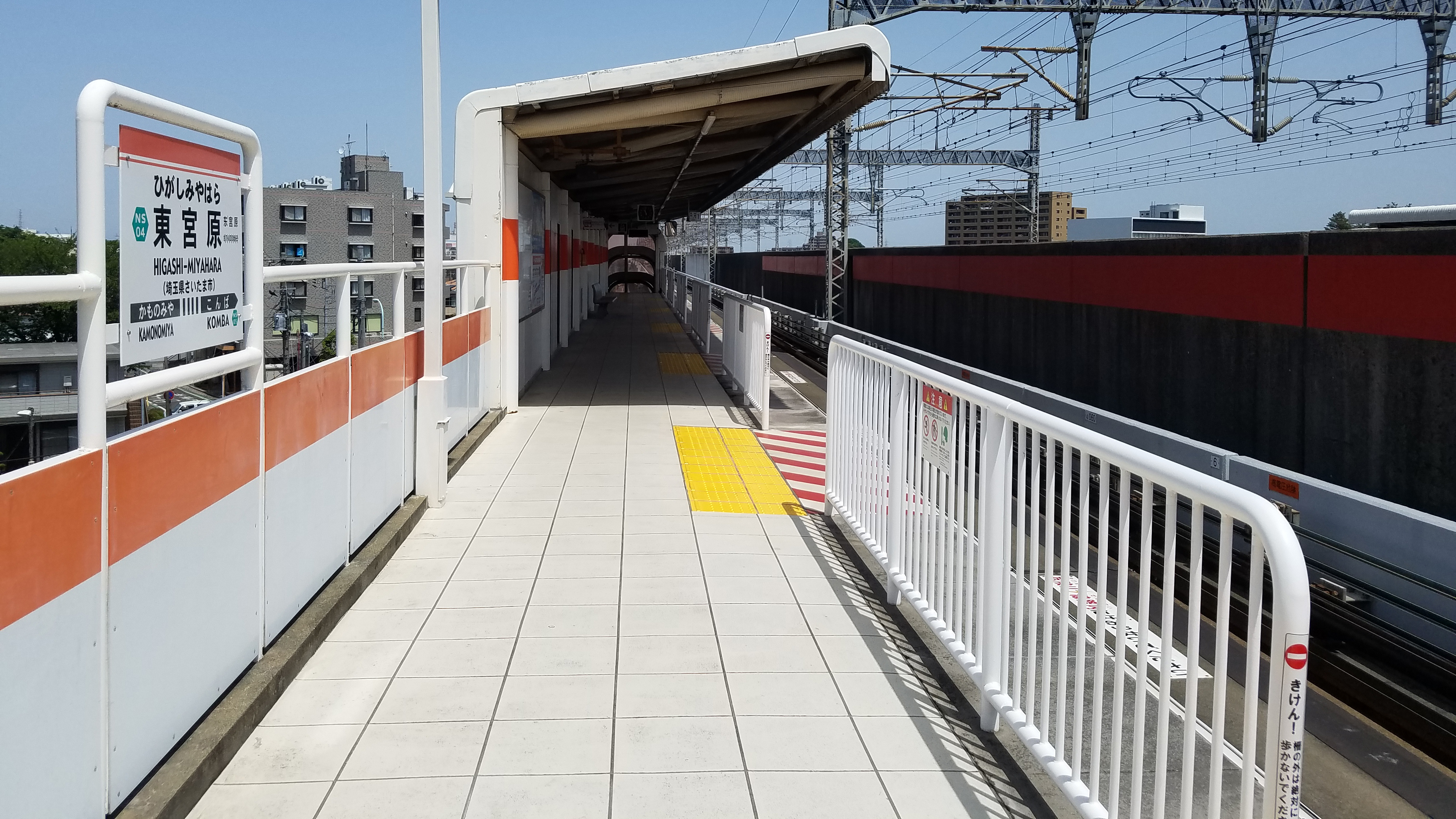
1番線ホーム （2021年5月）
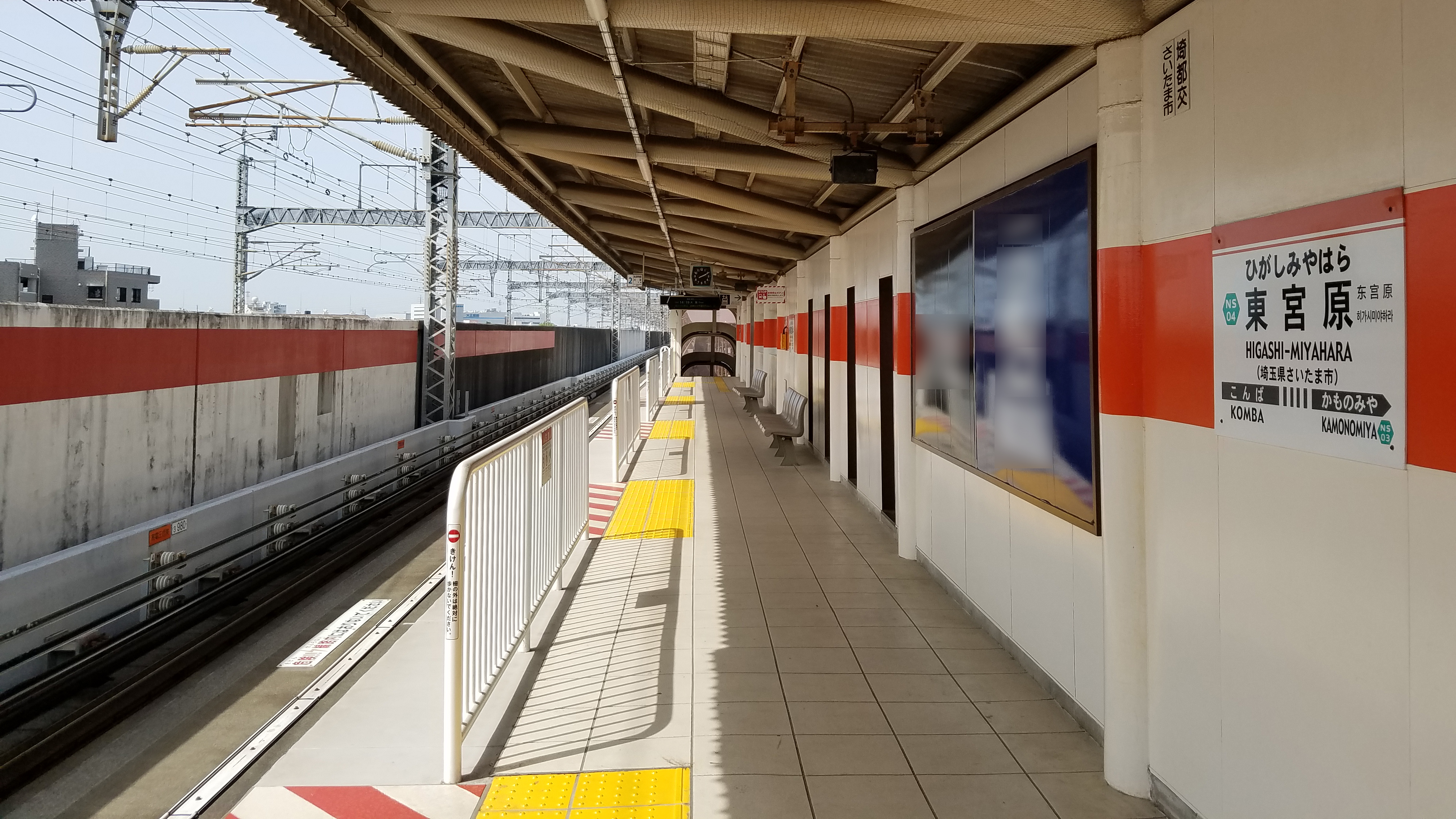
2番線ホーム （2021年5月）

## 利用状況
2023年度の1日平均乗車人員は2,232人である。
近年の1日平均乗車人員は下表のとおりである。
| 年度               | 1日平均 乗車人員 |
| ------------------ | ---------------- |
| 1999年（平成11年） | 1,864            |
| 2000年（平成12年） | 1,831            |
| 2001年（平成13年） | 1,774            |
| 2002年（平成14年） | 1,818            |
| 2003年（平成15年） | 1,805            |
| 2004年（平成16年） | 1,768            |
| 2005年（平成17年） | 1,831            |
| 2006年（平成18年） | 1,892            |
| 2007年（平成19年） | 1,991            |
| 2008年（平成20年） | 2,120            |
| 2009年（平成21年） | 1,910            |
| 2010年（平成22年） | 1,960            |
| 2011年（平成23年） | 1,987            |
| 2012年（平成24年） | 2,047            |
| 2013年（平成25年） | 2,113            |
| 2014年（平成26年） | 2,092            |
| 2015年（平成27年） | 2,167            |
| 2016年（平成28年） | 2,303            |
| 2017年（平成29年） | 2,363            |
| 2018年（平成30年） | 2,424            |
| 2019年（令和元年） | 2,463            |
| 2020年（令和02年） | 1,980            |
| 2021年（令和03年） | 2,011            |
| 2022年（令和04年） | 2,132            |
| 2023年（令和05年） | 2,232            |

## 駅周辺
北区宮原町の東端に位置しており、周囲はアパート・マンションが集積する住宅地となっている。JR東日本高崎線宮原駅の約800メートル東に位置し、「宮原駅前通り」（当駅北側）によって同駅と徒歩10 - 15分で連絡可能（路線バスもある）であることから、高崎線が運転を見合わせた場合、当駅で振替輸送を行うことがある。
- TAIRAYA 宮原東口店（フードガーデン宮原東口店が2022年4月26日にリニューアルオープン[7][8]）
- 国道17号（西側）
- 埼玉県道35号川口上尾線（産業道路、東側）
- 大宮宮原郵便局
- ヤオコー大宮宮原店
- ラーメンショップニューシャトル宮原店
- TSUTAYA大宮宮原店
- UR宮原団地

かつては当駅から東300mほどに「大宮医師会市民病院（通称：宮原メディカルセンター）」・「さいたま市小児救急医療センター」が存在したが、2009年3月に西区の「さいたま市民医療センター」へ移転集約され、現在は公園になっている。

## 路線バス
| 乗り場     | 系統                            | 主要経由地                       | 行先         | 運行会社                       | 備考                                   |
| ---------- | ------------------------------- | -------------------------------- | ------------ | ------------------------------ | -------------------------------------- |
| 東宮原駅前 | 宮04                            | 本郷新田・工業団地東             | 東大宮駅西口 | 東武バスウエスト大宮営業事務所 | 平日2本                                |
| 東宮原駅前 | 大42                            | 本郷住宅・赤芝・北大宮駅入口     | 大宮駅東口   | 東武バスウエスト               |                                        |
| 東宮原駅前 | ミッドナイトアロー 伊奈・内宿   |                                  | 内宿駅       | 東武バスウエスト               | 深夜バス 降車専用（大宮駅発） 平日運転 |
| 東宮原駅前 | さいたま市北区 コミュニティバス | 土呂駅西口・鉄道博物館南・日進駅 | 宮原駅西口   | 東武バスウエスト               | 平日運行                               |
| 東宮原駅前 | 宮04・大42                      |                                  | 宮原駅東口   | 東武バスウエスト               |                                        |
| 東宮原駅前 | さいたま市北区 コミュニティバス |                                  | 宮原駅東口   | さいたま市コミュニティバス     | 平日運行                               |

## 隣の駅
埼玉新都市交通
 伊奈線（ニューシャトル）
加茂宮駅 (NS03) - 東宮原駅 (NS04) - 今羽駅 (NS05)